# Замок Новий Глін
Замок Ґлін (англ. Glin Castle, ірл. Caisleán an Gleann) — один із замків Ірландії, розташований в графстві Лімерік, на берегах річки Шеннон, біля дороги № 69, біля одноіменного селища Глін, між селищами Фойнес і Талберт, вгору по течі річки Корбрі, що впадає в Шеннон.
Назва замку і прізвище його власників — лицарів Глін походять від ірландського слова «глен»  — долина, що вирита льодовиком. Замок Глін був резиденцією лицаря Глін та його дружини — леді Фіцджеральд. Маєток навколо замку площею 500 акрів землі. Нині замок — розкішний готель. Для туристів відкритий з березня по листопад, у решту місяців — по спеціальному замовленню. Готель був відкритий у 2009 році, зали замку арендуються для весіль, конференцій та інших урочистих заходів. Замок Глін записаний до «Блакитної книги» Ірландії.

## Історія замку Глін
Місцевість, де був побудований замок Глін у давні часи називалась Глен Корбрайге. Пізніше ця земля належала до баронства Шанід. Лицарі Глін були частиною великої родини норманського походження, яку називали в Ірландії Джеральдіни — родичі аристократів династії Фіцджеральд. Серед Джеральдинів була гілка графів Десмонд, що в XIV столітті захопили великі земельні володіння в графстві Лімерік. Графи Десмонд, так само як інші гілки Фіцджеральдів походили від засновника династії — Моріса Фіцджеральда — товариша по зброї графа Стронбоу — одного з завойовників Ірландії. Крім норманських у Джеральдинів є ще валійські корені: Моріс був сином Джеральда та валійської принцеси Нести.
Перший замок який тут був збудований — це був замок, який збудував Томас Фіцджеральд біля 1200 року. Руїни цього старого замку ще можна спостерігати. Це і є замок Старий Глін. З 1260 року цим замком володіли лицарі Глін. Першим власником був Джон Фітц Джон — він же Шон Мор на Сурсайнге. Тоді ж почали будувати замок на місці сучасного замку Глін — замку Новий Глін. Лицарі Глін або як їх ще називали Чорні лицарі чи Лицарі Долини були однією з гілок аристократичної родини Фіцджеральд. Вони були родичами графів Десмонд. Прізвище вони отримали від земель якими володіли. Відомими були Томас Фітц Джон — VIII лицар Глін, Філіп Фітц Джон — ІХ лицар Глін, Томас Фітц Джон — Х лицар Глін, Едмонд Фітц Джон — ХІ лицар Глін. Нинішнім представником роду є Десмонд Джон Віллерс ФітцДжеральд — ХХІХ лицар Глін.
Замок неодноразово перебудовувався. Лицарі Глін володіли ним до 1642 року. Сучасна будівля замку Глін була споруджена в 1780—1790 роках архітектором Джоном Бейтменом. Замок збудований в стилі короля Георга. Підрядником будівництва був містер Шігі. Камінь возили з Атеа кіньми. У 1798 році більша частина інтер'єру була завершена, але тоді власник — аристократ Фіцджеральд збанкрутував. Майстри кинули інструменти і розійшлися.
Внаслідок шлюбу лицаря Глін замок Глін 700 років перебував у власності аристократів Фіцджеральдів. У 2015 році його виставив на продаж Шеррі Фіцджеральд оцінивши замок в 6,5 млн євро з умовою, що замок буде збережено і прізвище Фіцджеральд буде фігурувати як прізвище людей, що керують замком. Нині одна з керівників майна замку — Кетрін Фіцджеральд — ландшафтний дизайнер з Лондону, що багато зробила для збереження і відновлення замку Глін. Замок Глін відвідало чимало відомих людей. Серед них: Мік Джаггер, Маріанна Віффулл та Таліта Гетті.